# Zona ferroviaria della Manciuria meridionale
La Zona ferroviaria della Manciuria meridionale era un'area sotto il controllo del Giappone nella regione della Manciuria, istituita a seguito della guerra russo-giapponese (1904-1905) e della successiva acquisizione dei diritti ferroviari dall'Impero russo.

## Contesto storico
Dopo la vittoria giapponese nella guerra russo-giapponese, il trattato di Portsmouth del 1905 sancì la cessione al Giappone dei diritti sulla Ferrovia Orientale Cinese nella sua sezione meridionale, da Port Arthur a Changchun. Questa linea ferroviaria fu riorganizzata e amministrata dalla Compagnia della Ferrovia della Manciuria Meridionale, un'entità controllata dal governo giapponese che svolgeva anche attività economiche e di intelligence nella regione.

## Controllo e amministrazione
La ferrovia era gestita dal Giappone con un sistema di amministrazione che combinava lo sviluppo economico con il controllo militare. Tra le caratteristiche principali vi erano:
- La costruzione di insediamenti giapponesi lungo la ferrovia.
- Il rafforzamento delle infrastrutture per facilitare il trasporto di merci e truppe.
- Il crescente coinvolgimento del Giappone negli affari interni della Manciuria.

## Conseguenze
La Zona ferroviaria della Manciuria meridionale divenne un fulcro dell'influenza giapponese in Cina e giocò un ruolo chiave nella creazione dello Stato fantoccio del Manciukuò nel 1932. Le tensioni derivanti dalla presenza giapponese nella regione contribuirono a esacerbare il conflitto sino-giapponese e ad alimentare le rivalità tra le potenze mondiali in Asia orientale.